# Bernd Köppen
Bernd Köppen (* 4. September 1951 in Wuppertal; † 9. Dezember 2014 ebenda) war ein Pianist, Organist und Komponist, der im Bereich zwischen Jazz und Neuer Musik tätig war.

## Leben und Wirken
Köppen hatte ab 1958 Klavierunterricht und absolvierte in der Wuppertaler Kurrende eine Ausbildung zum Sänger. Zwischen 1965 und 1969 studierte er Musik bei Ingo Schmitt am Bergischen Landeskonservatorium, anschließend vertiefte er an der Hochschule für Musik Köln seine Studien in den Bereichen Klavier und Komposition. Seit 1969 improvisierte er mit Detlef Schönenberg, Gerd Dudek, Rüdiger Carl und Günter Christmann. Daneben arbeitete er als Kammermusik- und Liedbegleiter. Ab 1972 leitete er als Pianist eigene Gruppen, arbeitete aber auch mit Hans Reichel, Fred Braceful, Peter Kowald und Peter Brötzmann. Von 1975 bis 1979 arbeitete er im Quartett mit Radu Malfatti, Wilfried Eichhorn und Uli Weiche. 1981 legte Köppen mit Haneköppen ein erstes Solo-Album vor, dem 1988 mit „Thank to…“ eine Beschäftigung mit der Musik Duke Ellingtons und Thelonious Monks folgte. Ein Duo mit Theo Jörgensmann (LP Für den letzten Gast, 1986) erweiterte sich später um Musiker wie Ernst Reijseger, Han Bennink, Krzysztof Zgraja oder Frank Köllges zum „European Way Ensemble“. Weiterhin arbeitete er mit Irène Schweizer und mit Károly Binder. 1992 bildete er ein Trio mit Kent Carter und Bill Elgart. Seit 2004 trat er mit dem Saxophonisten Andreas Bär auf (CD „Wide Rooms“, 2006). Nach zwölfjähriger Pause arbeitete Köppen seit 2011 wieder mit Theo Jörgensmann im Duo (CD The Story of Professor Unrat, 2011).
Mitte der 1980er Jahre wendete er sich der Kirchenorgel zu, zunächst im Duo mit Heinz Becker oder im Trio mit Becker und Hannes Zerbe. Daneben traten Solokonzerte. Seit 1995 war er als Organist und Kantor der Sophienkirche in Wuppertal tätig. Dort leitete er auch die Konzertreihe unERHÖRT (mit mehr als 180 Konzerten) und die Improvisationsreihe Offene Kirche – Werkstatt.
Als Komponist entwickelte er eine „fragmentarische“ Kompositionstechnik, die sowohl mit Reihungen arbeitete als auch ethnische und Jazzelemente einbezog.